# Ніклас Валлін
Ніклас Валлін (швед. Niclas Wallin, нар. 20 лютого 1975, Буден) — колишній шведський хокеїст, що грав на позиції захисника. Грав за збірну команду Швеції.
Володар Кубка Стенлі. Провів понад 700 матчів у Національній хокейній лізі. 

## Ігрова кар'єра
Хокейну кар'єру розпочав 1994 року.
2000 року був обраний на драфті НХЛ під 97-м загальним номером командою «Кароліна Гаррікейнс». 
Протягом професійної клубної ігрової кар'єри, що тривала 17 років, захищав кольори команд «Брюнес», «Кароліна Гаррікейнс», «Лулео» та «Сан-Хосе Шаркс».
Загалом провів 707 матчів у НХЛ, включаючи 93 гри плей-оф Кубка Стенлі.
Виступав за збірну Швеції, провів 7 ігор в її складі.

## Нагороди та досягнення
- Елітсерія в складі «Брюнес» — 1999.
- Володар Кубка Стенлі в складі «Кароліна Гаррікейнс» — 2006.

## Статистика

### Клубні виступи
| Сезон        | Клуб                  | Ліга         | Регулярний сезон | Регулярний сезон | Регулярний сезон | Регулярний сезон | Регулярний сезон | Плей-оф | Плей-оф | Плей-оф | Плей-оф | Плей-оф |
| Сезон        | Клуб                  | Ліга         | І                | Г                | П                | О                | ШХ               | І       | Г       | П       | О       | ШХ      |
| ------------ | --------------------- | ------------ | ---------------- | ---------------- | ---------------- | ---------------- | ---------------- | ------- | ------- | ------- | ------- | ------- |
| 1994–95      | «Буден»               | Дивізіон 1   | 13               | 0                | 0                | 0                | 0                | 2       | 0       | 0       | 0       | 0       |
| 1995–96      | «Буден»               | Дивізіон 1   | 30               | 2                | 7                | 9                | 26               | 2       | 0       | 1       | 1       | 2       |
| 1996–97      | «Брюнес»              | Елітсерія    | 47               | 1                | 1                | 2                | 16               | —       | —       | —       | —       | —       |
| 1997–98      | «Брюнес»              | Елітсерія    | 46               | 2                | 4                | 6                | 95               | —       | —       | —       | —       | —       |
| 1998–99      | «Брюнес»              | Елітсерія    | 46               | 2                | 4                | 6                | 52               | 14      | 0       | 0       | 0       | 8       |
| 1999–00      | «Брюнес»              | Елітсерія    | 48               | 7                | 9                | 16               | 73               | —       | —       | —       | —       | —       |
| 2000–01      | «Цинциннаті Циклонес» | ІХЛ          | 8                | 1                | 2                | 3                | 4                | 3       | 0       | 0       | 0       | 2       |
| 2000–01      | «Кароліна Гаррікейнс» | НХЛ          | 37               | 2                | 3                | 5                | 21               | 3       | 0       | 0       | 0       | 2       |
| 2001–02      | «Кароліна Гаррікейнс» | НХЛ          | 52               | 1                | 2                | 3                | 36               | 23      | 2       | 1       | 3       | 12      |
| 2002–03      | «Кароліна Гаррікейнс» | НХЛ          | 77               | 2                | 8                | 10               | 71               | —       | —       | —       | —       | —       |
| 2003–04      | «Кароліна Гаррікейнс» | НХЛ          | 57               | 3                | 7                | 10               | 51               | —       | —       | —       | —       | —       |
| 2004–05      | «Лулео»               | Елітсерія    | 39               | 6                | 7                | 13               | 89               | 3       | 0       | 1       | 1       | 6       |
| 2005–06      | «Кароліна Гаррікейнс» | НХЛ          | 50               | 4                | 4                | 8                | 42               | 25      | 1       | 4       | 5       | 14      |
| 2006–07      | «Кароліна Гаррікейнс» | НХЛ          | 67               | 2                | 8                | 10               | 48               | —       | —       | —       | —       | —       |
| 2007–08      | «Кароліна Гаррікейнс» | НХЛ          | 66               | 2                | 6                | 8                | 54               | —       | —       | —       | —       | —       |
| 2008–09      | «Кароліна Гаррікейнс» | НХЛ          | 64               | 2                | 8                | 10               | 42               | 18      | 0       | 0       | 0       | 4       |
| 2009–10      | «Кароліна Гаррікейнс» | НХЛ          | 47               | 0                | 5                | 5                | 26               | —       | —       | —       | —       | —       |
| 2009–10      | «Сан-Хосе Шаркс»      | НХЛ          | 23               | 0                | 2                | 2                | 23               | 6       | 0       | 0       | 0       | 2       |
| 2010–11      | «Сан-Хосе Шаркс»      | НХЛ          | 74               | 3                | 5                | 8                | 46               | 18      | 1       | 3       | 4       | 10      |
| 2011–12      | «Лулео»               | Елітсерія    | 33               | 0                | 3                | 3                | 35               | 5       | 0       | 0       | 0       | 0       |
| Усього в НХЛ | Усього в НХЛ          | Усього в НХЛ | 614              | 21               | 58               | 79               | 460              | 93      | 4       | 8       | 12      | 44      |

### Збірна
| Рік                | Команда            | Турнір             | Місце              | І | Г | П | О | ШХ |
| ------------------ | ------------------ | ------------------ | ------------------ | - | - | - | - | -- |
| 2008               | Швеція             | ЧС                 | 4-е                | 7 | 2 | 2 | 4 | 33 |
| Національна збірна | Національна збірна | Національна збірна | Національна збірна | 7 | 2 | 2 | 4 | 33 |